# Пальплатц, Тео
Теодорус Херманус Йоханнес Мария Пальплатц (нидерл. Theodorus Hermanus Johannes Maria Pahlplatz; 3 апреля 1947, Олдензал, Оверэйссел — 2 июля 2023) — нидерландский футболист, игравший на позициях полузащитника и нападающего.

## Биография

### Игровая карьера
На протяжении 13 сезонов, с 1966 по 1979 годы играл за «Твенте», в составе которого в 1977 году стал обладателем Кубка Нидерландов, а также был вице-чемпионом (1973/74) и бронзовым призёром (1968/69, 1971/72, 1972/73) чемпионата страны. Помимо этого в составе «Твенте» он дошёл до финала Кубка УЕФА 1975 года, который завершился победой мёнхенгладбахской «Боруссии» по сумме двух матчей.
За сборную Нидерландов сыграл в общей сумме 13 матчей.

### Смерть
Скончался 2 июля 2023 года на 77-м году жизни.

## Статистика

### Матчи Пальплатца за сборную Нидерландов
| Матчи Пальплатца за сборную Нидерландов | Матчи Пальплатца за сборную Нидерландов | Матчи Пальплатца за сборную Нидерландов | Матчи Пальплатца за сборную Нидерландов | Матчи Пальплатца за сборную Нидерландов | Матчи Пальплатца за сборную Нидерландов |
| --------------------------------------- | --------------------------------------- | --------------------------------------- | --------------------------------------- | --------------------------------------- | --------------------------------------- |
| №                                       | Дата                                    | Соперник                                | Счёт                                    | Голы Пальплатца                         | Соревнование                            |
| 1                                       | 29 ноября 1967                          | СССР                                    | 3:1                                     | —                                       | Товарищеский матч                       |
| 2                                       | 7 апреля 1968                           | Бельгия                                 | 1:2                                     | —                                       | Товарищеский матч                       |
| 3                                       | 1 мая 1968                              | Польша                                  | 0:0                                     | —                                       | Товарищеский матч                       |
| 4                                       | 5 июня 1968                             | Румыния                                 | 0:0                                     | —                                       | Товарищеский матч                       |
| 5                                       | 26 марта 1969                           | Люксембург                              | 4:0                                     | 2                                       | Чемпионат мира 1970 (отбор)             |
| 6                                       | 7 мая 1969                              | Польша                                  | 1:0                                     | —                                       | Чемпионат мира 1970 (отбор)             |
| 7                                       | 28 января 1970                          | Израиль                                 | 1:0                                     | —                                       | Товарищеский матч                       |
| 8                                       | 2 декабря 1970                          | Румыния                                 | 2:0                                     | —                                       | Товарищеский матч                       |
| 9                                       | 24 февраля 1971                         | Люксембург                              | 6:0                                     | —                                       | Чемпионат Европы 1972 (отбор)           |
| 10                                      | 17 ноября 1971                          | Люксембург                              | 8:0                                     | 1                                       | Чемпионат Европы 1972 (отбор)           |
| 11                                      | 1 декабря 1971                          | Шотландия                               | 2:1                                     | —                                       | Товарищеский матч                       |
| 12                                      | 30 августа 1972                         | Чехословакия                            | 2:1                                     | —                                       | Товарищеский матч                       |
| 13                                      | 1 ноября 1972                           | Норвегия                                | 9:0                                     | —                                       | Чемпионат мира 1974 (отбор)             |

Итого: 13 матчей / 3 гола; 10 побед, 2 ничьи, 1 поражение.

## Достижения
«Твенте»;
- Кубок Нидерландов: 1976/77